# Tom and Jerry: Yankee Doodle’s CAT-astrophe
Tom and Jerry: Yankee Doodle's CAT-astrophe (также Tom & Jerry Cat-astrophe) — компьютерная игра, разработанная и изданная американской компанией Hi-Tech Expressions по лицензии и по мотивам мультсериала «Том и Джерри». Выход состоялся в 1990 году на персональном компьютере с операционной системой DOS.
Название игры отсылает к эпизоду The Yankee Doodle Mouse (рус. «Воинственный мышонок»), вышедшему в 1943 году. Yankee Doodle's CAT-astrophe является одной из первых игр по мотивам мультсериала наряду с Tom & Jerry 1989 года.

## История разработки
Игра была разработана закрытой сейчас компанией Hi-Tech Expressions со штаб-квартирой в Нью-Йорке, которая в те годы специализировалась на создании и издании игр для DOS, а также для игровых приставок, таких как Nintendo Entertainment System и Sega Mega Drive, по лицензии компании Turner Entertainment.
Над игрой работали программист Гленн Волк (англ. Glenn Volk) и художник графики Тим Скрехот (англ. Tim Skrehot).

## Сюжет
Игра Tom and Jerry: Yankee Doodle's CAT-astrophe не имеет определённого прописанного сюжета и воспроизводит концепцию мультсериала, который рассказывает о бесконечной вражде между котом Томом и мышонком Джерри. 
Том, будучи домашним котом, постоянно пытается поймать и съесть Джерри. В свою очередь, Джерри, используя смекалку и ловкость, уворачивается от Тома и его ловушек.

## Игровой процесс
Геймплей реализован в жанре аркады. Управление ведётся при помощи клавиатуры: управляя мышонком Джерри, игроку необходимо убегать от преследующего его, и устанавливающего свои ловушки Тома, а также, по возможности, причинить Тому обратный ущерб, например, закидать того куриными яйцами, сбить лампочку у него над головой, ткнуть вязальной спицей и т.д.

## Правовой статус
Игра фактически является abandonware — типом программного обеспечения, которое уже не выставляется на продажу и за давностью лет не поддерживается его производителем (компания Hi-Tech Expressions была закрыта в 1995 году).
На современных операционных системах она может быть запущена при помощи эмулятора DOSBox. Существуют сайты, воспроизводящие игру прямо в браузере при помощи браузерной эмуляции DOSBox.